# Lucas Paquetá
Lucas Paquetá, bürgerlich Lucas Tolentino Coelho de Lima (* 27. August 1997 in Rio de Janeiro), ist ein brasilianischer Fußballspieler. Der Mittelfeldspieler steht bei West Ham United unter Vertrag und ist brasilianischer Nationalspieler.

## Karriere

### Flamengo Rio de Janeiro
Lucas Paquetá startete seine Laufbahn im Hallenfußball von CR Flamengo in seiner Heimatstadt. Dort schaffte er 2016 auch den Sprung in den Profikader. Im März 2016 unterschrieb er einen Profivertrag bei Flamengo und verpflichtete sich bis Dezember 2020. Sein erstes Pflichtspiel mit dem Profikader bestritt Lucas Paquetá in der Staatsmeisterschaft von Rio de Janeiro. Im Heimspiel gegen den Bangu AC am 5. März 2016, dem achten Spieltag des Wettbewerbs, wurde er in der 68. Minute für Ederson eingewechselt. Ein zweiter Einsatz schloss sich vier Tage später in der Primeira Liga do Brasil an. Im letzten Spieltag der Gruppenphase wurde er im Heimspiel gegen den Figueirense FC in der 85. Minute für Marcelo Cirino eingewechselt. Weitere Einsätze erhielt Lucas Paquetá in dem Jahr nicht. In der Saison 2017 kam er dann zu mehr Spielzeit. In Staatsmeisterschaft erzielte er sein erstes Tor für Flamengo. Im Heimspiel gegen den Madureira EC wurde er in der 63. Minute für Willian Arão eingewechselt. In der 80. Minute traf er dann zum 4:0-Entstand. Sein erstes Série-A-Spiel bestritt Lucas Paquetá in der Série A 2017 am 28. Mai. gegen Athletico Paranaense kam er in der 76. Minute für Federico Mancuello auf den Platz.
Auch sein Debüt auf internationaler Klubebene gab Lucas Paquetá in dem Jahr. In der Copa Sudamericana 2017 kam er in der zweiten Runde des Wettbewerbs zum Einsatz. Im Heimspiel gegen den CD Palestino am 10. August 2017 kam er für Éverton Ribeiro in der 75. Minute von der Bank ins Spiel. Im Achtelfinale der Sudamericana traf Flamengo auf Chapecoense. In dem Spiel erzielte Lucas Paquetá sein erstes Tor in einem internationalen Klubspiel. Wieder als Reservespieler dabei, wurde er in der 78. Minute für Paolo Guerrero eingewechselt und traf in der 89. Minute nach Vorlage von Éverton Ribeiro zum 5:0-Entstand.
Im Copa do Brasil 2017 stand Lucas Paquetá in beiden Finalspielen auf dem Platz. Im Hinspiel lief er mit der Startelf auf und erzielte in der 75. Minute das Ausgleichstor zum 1:1-Entstand. Flamengo musste sich im Rückspiel dann im Elfmeterschießen dem Cruzeiro EC geschlagen geben.

### AC Mailand
Anfang Januar 2019 wechselte Lucas Paquetá in die italienische Serie A zur AC Mailand. Er erhielt einen Vertrag mit einer Laufzeit bis zum 30. Juni 2023. Am 21. Januar 2019 gab Paquetá in der Serie A sein Debüt. Im Auswärtsspiel gegen den CFC Genua stand er in der Startelf. Sein einziges Tor für die Mailänder gelang Paquetá am 10. Februar 2019. Im Heimspiel gegen Cagliari Calcio traf er in der 22. Minute nach Vorlage von Davide Calabria zum 2:0 (3:0).

### Olympique Lyon
Am 30. September 2020 wurde der Wechsel Paquetás zu Olympique Lyon bekanntgegeben, wo er einen Vertrag bis zum 30. Juni 2025 unterzeichnete. Sein Debüt für die Lyonnais gab er am 18. Oktober 2020 (7. Spieltag), als er gegen Racing Straßburg in der Startelf stand. Sein erstes Tor schoss er Ende Dezember beim 3:0-Sieg über den FC Nantes.
In der Saison 2021/22 wurde der Mittelfeldspieler zum besten ausländischen Spieler der französischen Meisterschaft gewählt. Die Wahl erfolgte per Volksabstimmung und wurde von mehr als 20.000 Menschen unterstützt. Paquetá, 25 Jahre alt, konkurrierte mit dem Verteidiger Marquinhos von Paris Saint-Germain, dem ivorischen Mittelfeldspieler Seko Fofana von RC Lens und dem kanadischen Spielführer des OSC Lille Jonathan David.

### West Ham United
Am 29. August 2022 gab Olympique den Wechsel von Paquetá nach England zu West Ham United bekannt. Die Ablösesumme betrug 61,63 Millionen Euro, einschließlich 18,68 Millionen Euro an Boni, die über den 5-Jahres-Vertrag des Spielers verteilt sind, und zuzüglich 10 % Weiterverkauf Gebühr. 15 % des Betrags des realisierten Veräußerungsgewinns gingen an seinen ehemaligen Klub AC Mailand. Sein Debüt für Westham und in der Premier League gab er am 31. August 2022. Im Heimspiel in der Premier League 2022/23 gegen Tottenham Hotspur wurde er in der 67. Minute für Saïd Benrahma eingewechselt. Am 4. Januar 2023 erzielte Paquetá sein erstes Tor für den Klub. Im Premier-League-Spiel bei Leeds United erzielte er per Elfmeter den Treffer zum zwischenzeitlichem 1:1 (Endstand 2:2).

### Nationalmannschaft
Im April 2016 wurde Lucas Paquetá in den Kader der Brasilianische Fußballnationalmannschaft (U-20-Männer) berufen. Er sollte an zwei Freundschaftsspielen in Europa teilnehmen. Ebenso war Lucas Teil des Kaders, welches für die Vorbereitung der brasilianischen Olympiamannschaft zusammengestellt wurde. Dieser Kader stellte den Sparringspartner für das Olympiateam. 2017 nahm Lucas Paquetá für Brasilien an der U-20-Fußball-Südamerikameisterschaft 2017 teil.
Von Nationaltrainer Tite wurde Paquetá am 17. August 2018 in den Kader für die Freundschaftsspiele am 7. September 2018 gegen die Fußballnationalmannschaft der Vereinigten Staaten und am 11. September 2018 gegen die Fußballnationalmannschaft von El Salvador in den Vereinigten Staaten berufen. Im Spiel gegen die USA wurde Paquetá in der 71. Minute für Philippe Coutinho eingewechselt. Sein erstes Länderspieltor gelang ihm am 23. März 2019 beim Testspiel gegen Panama in Porto. Auch im Zuge der Copa América 2019 stand Paquetá im Kader der Mannschaft. Mit dieser konnte er den Titel gewinnen. Dabei stand er nur im Viertelfinale gegen Paraguay zu einem kurzen Einsatz, als er in der 85. Minute für Dani Alves eingewechselt wurde.
Im Viertelfinalspiel der Copa América 2024 gegen die Fußballnationalmannschaft von Uruguay am 6. Juli 2024, bestritt der Spieler sein 50. Länderspiel.

## Privates
Paquetá ist ein Fan der Musikrichtung Rio Funk. Mit der Art nach der Musik zu tanzen, feiert er seine Torjubel. Sein Bruder Matheus Paquetá ist ebenfalls Fußballspieler.

## Klage Wettbetrug
Im März 2024 wurde eine Klage des englischen Fußballverbandes, der The Football Association, gegen Paquetá bekannt. Ihm wurde zur Last gelegt, dass er in vier Spielen versucht haben soll, absichtlich eine gelbe Karte zu erhalten. Dieses sollte dazu dienen, am Wettmarkt durch Dritte abgeschlossene Wetten zu begünstigen. Gemäß Feststellung der Zeitung The Times kann schon eine einmalige Beeinflussung des Spiels durch eine absichtliche gelbe Karte eine Sperre von einem halben Jahr bis lebenslänglich nach sich ziehen.
Paquetá reagierte mit einem Statement: „Ich bin sehr überrascht und verärgert, dass der Fußballverband beschlossen hat, mich anzuklagen.“ Er habe neun Monate lang bei jedem Ermittlungsschritt kooperiert und „alle Informationen geliefert, die ich liefern konnte.“ Die Vorwürfe weise er „in vollem Umfang“ zurück. Weitere Kommentare wollte er wegen des laufenden Verfahrens nicht abgeben. Im September 2024 wurde bekannt, dass die FA auch gegen Familienmitglieder von Paquetá ermittelt. Im Oktober des Jahres legten seine Anwälte bei der FA Beschwerde ein, weil vertrauliche Prozessinformationen in England und Brasilien an die Öffentlichkeit gelangten.

## Erfolge
Nationalmannschaft
- Copa América: 2019

CR Flamengo
- Taça Otávio Pinto Guimarães: 2014
- Staatsmeisterschaft von Rio de Janeiro U-20: 2015
- Copa São Paulo de Futebol Júnior: 2016
- Staatsmeisterschaft von Rio de Janeiro: 2017
- Taça Guanabara: 2018

## Auszeichnungen
- Prêmio Craque do Brasileirão: Mannschaft des Jahres 2018
- Bola de Prata: 2018
- Spieler des Monats der Ligue 1: Oktober 2021